# 朱應杓
朱應杓（?—?），江蘇省江寧府上元縣人，清朝政治人物、同進士出身。
光緒二十一年（1895年），参加光緒乙未科殿試，登進士三甲155名。同年五月，授内阁中书。